# دلمنی، ساسکاچوان
دلمنی، ساسکاچوان (به انگلیسی: Dalmeny, Saskatchewan) یک منطقهٔ مسکونی در کانادا است که در ساسکاچوان واقع شده‌است. دلمنی ۱٬۸۲۶ نفر جمعیت دارد.